# باك مارتينيز
باك مارتينيز (بالإنجليزية: Buck Martinez)‏ هو لاعب كرة قاعدة أمريكي، ولد في 7 نوفمبر 1948 في ردينغ في الولايات المتحدة.

## وصلات خارجية
- باك مارتينيز على موقعبيزبول رفرنس.كوم (الدوري الرئيسي) (الإنجليزية)
- باك مارتينيز على موقعبيزبول رفرنس.كوم (الدوري الثانوي) (الإنجليزية)
- باك مارتينيز على موقع مشجعي الرسوم البيانية (الإنجليزية)